# 안치 (가수)
안치(중국어: 安崎, 병음: Ān Qí, 한자음: 안기, 영어: BabyMonster An), 본명은 천야신(중국어 간체자: 陈雅馨, 정체자: 陳雅馨, 병음: Chén Yǎxīn, 한자음: 진아형, 1996년 3월 15일 ~ )은 중국의 가수, 무용가이다. 중국의 걸 그룹 THE9의 일원이다. 그리고 연예 기획사 스타 마스터(匠星娱乐)의 소속 연예인이다. 팬덤명은 「몬스터」 (Monster)이며, 상징색은 「체리 레드」 (樱桃红)이다.  
2020년 3월 12일, 중국의 동영상 사이트 플랫폼 아이치이에서 주최한 걸 그룹 결성 프로젝트 서바이벌 《청춘유니 시즌 2》에 참가하였다. 5월 30일, 최종 순위 발표식에서 '제6위'를 차지하여, 프로젝트 걸 그룹 THE9의 일원이 되었다.